# قياس الأبعاد والتفاوت

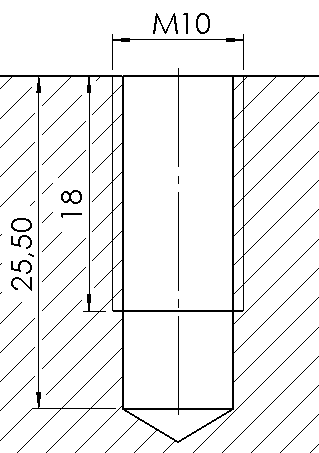
قياس الأبعاد والتفاوت

قياس الأبعاد والتفاوت في الهندسة هو نظام لتحديد درجة التفاوت الهندسي ووصفها.